# Dimitrios Zarzavatsidis
Dimitrios Zarzavatsidis (15 de enero de 1956– 29 de julio de 2025) fue un levantador de pesas griego.

## Carrera
Tuvo su única participación olímpica en Moscú 1980 donde compitió en la categoría de 100kg, donde en la modalidad de arranque logró 155 kilos y en la de dos tiempos logró 192.5 kilos luego de fallar en dos ocasiones en los 200 kilos, finalizando en la octava posición entre 13 participantes.